# Irish Son
Irish Son är ett musikalbum med Brian McFadden från 2004. Detta album är hans första album som soloartist.

## Låtlista
1. Irish Son - 4:20
2. Real To Me - 3:45
3. Demons - 3:55
4. Lose Lose Situation - 3:25
5. He's No Hero - 3:50
6. Sorry Love Daddy - 3:54
7. Pull Myself Away - 3:24
8. Be True To Your Woman - 3:46
9. Walking Disaster - 3:21
10. Walking Into Walls - 3:45
11. Almost Here med Delta Goodrem - 3:46

## Singlar
- Real To Me
- Irish Son
- Almost Here med Delta Goodrem
- Demons